# 김해대동중학교
김해대동중학교(金海大東中學校)는 대한민국 경상남도 김해시 대동면 초정리에 있는 공립 중학교이다.

## 학교 연혁
- 1953년 4월 10일 : 김해대동고등공민학교로 개교
- 1954년 11월 16일 : 김해공병학교 협력으로 6교실 신축
- 1955년 6월 20일 : 공립 김해대동중학교 개교(6학급)
- 2018년 3월 1일 : 일반 3학급, 특수 1학급 인가
- 2022년 9월 1일 : 제30대 김덕용 교장 취임
- 2023년 1월 10일 : 제66회 졸업식 졸업생 15명, 누계 10,794명
- 2023년 3월 2일 : 제69회 입학식 (입학생 11명)

## 참고 자료
- 김해대동중학교 - 한국교육학술정보원 학교알리미